# Політичні партії Казахстану
Конституція Казахстану визнає ідеологічну та політичну багатоманітність. Ст. 5 Конституції стверджує право громадян на об'єднання в політичні партії, рухи, асоціації тощо. Заборонені лише такі, у яких «мета та дії направлені на насильницьку зміну конституційного ладу, порушення цілісності Республіки, підрив безпеки держави, розпалювання соціальної, расової, національної, релігійної, класової, родової ворожнечі», а також «створення не передбачених законодавством воєнізованих формувань». Також не дозволяється діяльність партій на релігійній основі.
Згідно з останньою редакцією Закону Республіки Казахстан "Про політичні партії" політична партія повинна мати не менше 5000 членів, які представляли б її структурні підрозділи у всіх областях, місті республіканського значення та столиці чисельністю не менше 200 членів партії у кожній з них.

## Список партій, зареєстрованих у Центральній виборчій комісії
У Казахстані офіційно зареєстровано 7 політичних партій: 
- Партія «Аманат». Створена 19 січня 1999 р. шляхом перетворення Громадського штабу на підтримку кандидата в Президенти Нурсултана Назарбаєва під назвою «Отан». Згодом об'єдналася з партією народної єдності Казахстану, Демократичною партією Казахстану, Ліберальним рухом Казахстану, Рухом «За Казахстан-2030», Партією справедливості. У 2002 р. до партії також увійшли Республіканська партія праці та Народно-кооперативна партія, а 2006 р. — республіканська партія «Асар», Громадянська партія Казахстану та Аграрна партія Казахстану й партію бул перейменовано на Народно-Демократичну партію «Нур Отан».  У 2013 р. 15 з'їзд змінив назву партії на "Нур Отан" і ухвалив нову доктрину партії. У ній сказано, що "Нур Отан" - "домінуюча політична сила, що консолідує суспільство і забезпечує реалізацію Державного курсу Єлбаси" (у перекладі з казахської - «Лідер нації»). 23 листопада 2021 р. Назарбаєв заявив про майбутню відставку з поста лідера партії і про його передачу Токаєву на майбутньому з'їзді. Його місце зайняв чинний президент Касим-Жомарт Токаєв. 1 березня 2022 р. спікер мажилісу Парламенту Казахстану Єрлан Кошанов запропонував перейменувати партію "Нур Отан" на партію "Аманат". Касим-Жомарт Токаєв підтримав цю пропозицію. Саме рішення про перейменування було затверджено на позачерговому з'їзді партії. 26 квітня 2022 р. Касим-Жомарт Токаєв залишив посаду голови партії, передавши її Ерлану Кошанову. Відбулося об'єднання з партією Адал.
- Народна партія Казахстану (колишня «Комуністична народна партія Казахстану»). Зареєстрована 21 червня 2004 р. Її ідеологія — марксизм-ленінізм, адаптований до нових умов суспільного розвитку.  За підсумками виборів до мажилісу партія отримувала у 2004 році - 1,98 % голосів, у 2007 році - 1,29 % голосів, 2012 року - 7,19 %, 2016 року партія набрала 7,14%. У 2021 році - 9,1 % голосів і змогла пройти до парламенту. Партію представляють 13 депутатів. На позачерговому з'їзді КНПК, що пройшов 11 листопада 2020 р., було прийнято рішення про перейменування Комуністичної Народної партії Казахстану на Народну партію Казахстану з внесенням відповідних змін до статуту та програми партії.

- Демократична партія Казахстану «Ак жол». Зареєстрована 3 квітня 2002 р. Партія правого спрямування в Казахстані, що позиціонує себе як "конструктивна опозиція". За підсумками виборів до мажилісу партія отримувала у 2004 році - 12 % голосів, у 2007 році - 3,09 % голосів, 2012 року - 7,47 %, 2016 року партія набрала 7,18 %. У 2021 році - 10,95 % голосів і змогла пройти до парламенту. Партію представляють 12 депутатів.
- Народно-демократична патріотична партія "Ауыл" (у перекладі з казахської "Село"). Зареєстрована 1 березня 2002 року. Метою декларує посилення державного регулювання, підтримку агросектору, активне сприяння впровадженню реформ, спрямованих на подальшу демократизацію суспільства. У парламенті ніколи не була представлена.
- Загальнонаціональна соціал-демократична партія - опозиційно налаштована політична партія в Казахстані. Партія зареєстрована 25 січня 2007 року. У парламенті ніколи не була представлена.
- Партія зелених "Байтак". Партія зареєстрована наприкінці 2022 року. Цілі партії захист рослинного і тваринного світу, збереження біологічного різноманіття, впровадження загальносвітових принципів сталого використання природних ресурсів.
- Партія "Respublica". Партія зареєстрована на початку 2023 року. Партію представляють великі бізнесмени.

## Партії, які закрилися самостійно (влилися до інших партій)
- Союз народної єдності Казахстану (1993-1999)
- Громадянська партія Казахстану (1998-2006)
- Аграрна партія Казахстану (1999-2006)
- Республіканська партія "Асар" (2003-2006)
- Азат (партія) (2005-2009)
- Партія "Руханіят" (1995-2013)
- Демократична партія "Аділет" (2004-2013)
- Партія патріотів Казахстану (2000-2015)
- Соціалістичний опір Казахстану
- Партія "Адал" (2013-2022)

## Незареєстровані партії
- Партія "BIZDIN TANDAU". Про створення партії заявив Булат Абілов. Партія позиціонує себе опозиційною. Цілі партії: перехід до парламенської республіки, написання нової конституції, вихід з ОДКБ, виборність мерів, незалежність ЦВК, розслідування голодомору, грудневих подій, кривавого січня і перегляду політичних кримінальних справ.
- Партія "Алға Қазақстан." Засновником партії є опозиційний активіст Жасарал Куанишалін. Партія позиціонує себе опозиційною. Активісти партії беруть участь у мітингах і пікетах проти нинішньої влади. Цілі партії: боротьба за демократичний вільний парламенський Казахстан.
- Партія "Намыс". Лідером партії є Санжар Бокаєв. Цілі партії: скасування утиль збору, реформи держапарату, незалежна судова система, боротьба з корупцією.
- Демократична партія Казахстану. Лідером партії є опозиційний журналіст Жанболат Мамай. Цілі партії: демократизація Казахстану, звільнення політичних в'язнів, реальні політичні реформи

## Заборонені партії
- Хізб ут-Тахрір аль-Ісламі
- Народна партія «Алга»
- Народна партія "Демократичний вибір Казахстану"